# Бондаренко, Иван Андреевич
Иван Андреевич Бондаренко (1900—1939) — сотрудник НКВД, палач-расстрельщик, руководил расстрелами в урочище Сандармох.

## Биография
В 1933 году — уполномоченный 3-й части Соловецкого отделения УСЛАГа. С того же года — в 3-м отделе Белбалткомбината, в 1935—1938 годах — начальник 5-го отделения (по борьбе с побегами) 3-го отдела.
10 ноября 1937 года сменил капитана госбезопасности М. Р. Матвеева в должности начальника Медвежьегорской расстрельной бригады 5-го отделения 3-го отдела ББК НКВД. Лично расстреливал осуждённых. Бондаренко и его помощник А. Ф. Шондыш непосредственно занимались расстрелами. Члены расстрельной бригады Чигинцев, Лариошин, Васильев, Деревянко, Кузнецов и Твердохлеб исполняли обязанности конвоиров и готовили осуждённых к расстрелу, шофёр Воскресенский доставлял их к месту исполнения приговора, шофёр Федотов и сотрудник НКВД Ершов занимались хозяйственным обеспечением операции и сверяли заключённых Белбалткомбината с расстрельным списком. Жертв заставляли ложиться лицом вниз в заранее вырытую яму и в упор стреляли им в затылок. В последнюю ночь расстрелов (21 января 1938 года) вместе с А. Ф. Шондышем расстрелял 442 человека.
Арестован 18 марта 1938 года. Обвинялся в превышении служебных полномочий, среди прочего указывалось, что двое приговорённых к расстрелу были убиты при транспортировке: один проткнут насквозь металлическим прутом, другой задушен полотенцем. Военным трибуналом войск НКВД Ленинградского округа 24-30 мая 1939 года приговорён по статье 193-17 «б» УК РСФСР (злоупотребление властью при наличии особо отягчающих обстоятельств) к высшей мере наказания. Расстрелян в Петрозаводской тюрьме 20 октября 1939 года. Не реабилитирован.